# ليليان مارتن
ليليان مارتن (بالفرنسية: Lilian Martin)‏ (28 مايو 1971 فالريس فرنسا - ) هو لاعب كرة قدم فرنسي، يلعب كمدافع، لعب 230 مباراة وسجل 23 هدف.

## مسيرته

### مسيرته مع الأندية
- 1990 - 1992 لعب مع نادي نانسي 44 مباراة سجل خلالها 10 أهداف.
- 1992 - 1993 لعب مع نادي ديجون 23 مباراة سجل خلالها 4 أهداف.
- 1993 - 1996 لعب مع نادي دونكيرك 108 مباراة سجل خلالها 9 أهداف.
- 1996 - 1999 لعب مع نادي موناكو 43 مباراة.
- 1999 - 2000 لعب مع أولمبيك مارسيليا مباراتين.
- 2000 - 2001 لعب مع ديربي كاونتي 9 مباريات.
- 2002 - 2002 لعب مع نادي هيبرنيان مباراة.

## روابط خارجية
- ليليان مارتن على موقع رابطة كرة القدم الفرنسية للمحترفين (الإنجليزية)
- ليليان مارتن على موقع قاعدة بيانات كرة القدم.إي يو (الإنجليزية)
- ليليان مارتن على موقع Soccerbase.com (لاعب) (الإنجليزية)
- ليليان مارتن على موقع عالم كرة القدم.نت (الإنجليزية)